# Bogna Burska
Bogna Burska (nascuda el 1974) és una dramaturga i artista visual polonesa. El seu art es presenta des d'una perspectiva feminista. Les seues primeres composicions pictòriques eren formes de sang congelades aplicades amb els dits en parets, llenços i vidre.
Burska creà l'associació Warsaw Artists Action el 2002. Fou coeditora de la revista d'art Internet Feminist and Gender Art Magazine Artmix, la primera del seu tipus que tractava de temes feministes i d'igualtat de gènere.
Actualment viu a Varsòvia i treballa a Gdańsk. Ha fet exposicions a Polònia i a l'estranger. Han definit la seua obra com una barreja d'"art crític i qüestions estètiques". Bogna es presenta així: "Soc artista, dona i feminista. "Treballe en una varietat de temes, inclosa la feminitat i els seus rostres. Però siga el que siga el que em preocupe en cada moment, els temes feministes són sempre de gran importància per a mi".

## Biografia
Bogna Burska naix el 1974 a Varsòvia, Polònia, estudià art en el Departament de Pintura de l'Acadèmia de Belles Arts de Varsòvia, i se'n llicencià el 2001.
Burska començà la seua carrera el 2006 a Gdańsk com a professora en el departament d'Intermèdia de Grzegorz Klaman, en el Departament d'Escultura de l'Acadèmia de Belles Arts de Gdansk, en què va obtenir un doctorat el 2009. És professora de la Facultat de nivell intermedi de l'Acadèmia de Belles Arts de Gdańsk.
Burska empra tècniques diverses, com la pintura i projectes d'instal·lació de mitjans, fotografia i vídeo.

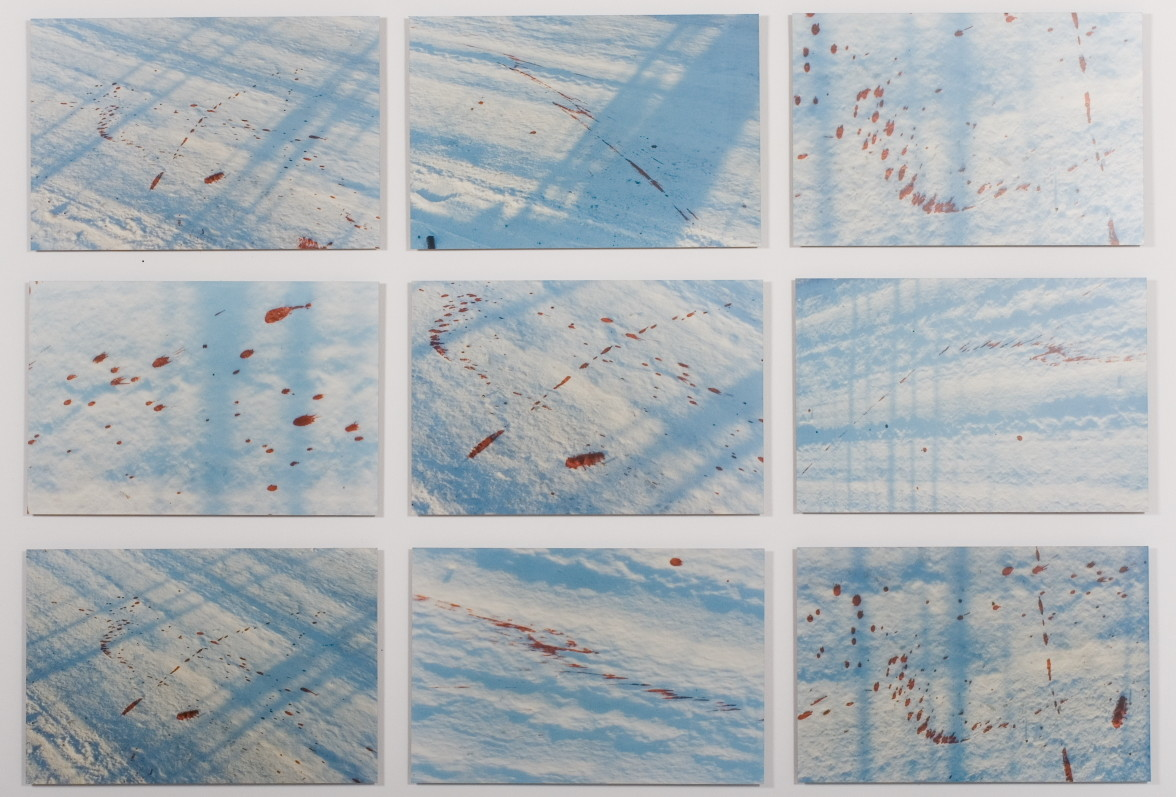
Droga, de la col·lecció permanent de la Galeria Nacional d'Art Zachęta (Varsòvia, Polònia)

Les seues primeres obres estaven relacionades amb el cos físic, i amb el color de la sang dominant les pintures fetes a mà. També pintava sobre vidre i "motles de resina"; el roig simbolitza la sang, i denota no sols "vida i vitalitat, sinó també mort, violència, dolor i fisiologia femenina". Algunes de les seues creacions en aquest gènere, realitzades durant 2001 i 2002, són:
- crear un passatge totalment en color de sang, sobre les parets blanques, en què s'incrustaven tres parells de mans d'hòmens i dones. Això ho feren els seus alumnes en un taller organitzat en el Centre d'Art Contemporani de Varsòvia. Els espectadors d'aquesta exposició s'enfrontaven a la comprensió de la violència sense ser conscients del creador i les víctimes d'aquesta violència;
- una altra instal·lació d'aquest tipus tan impactant es feu el 2002 a la Galeria Biała, amb un ambient de llar dins de la galeria amb habitacions per a pares, un infant, una pintura d'un xiquet a la paret i taques de sang en un llit que indicaven interpretacions diferents, com la violència o fins i tot el cicle menstrual de les dones;
- una sèrie de fotografies en què es barregen imatges de flors, cirurgia, algorismes i una escena d'una cama amputada;
- algunes de les seues sèries fotogràfiques presentades geomètricament foren Droga, feta el 2003 amb 9 imatges, Desglaç (Odwilż) del 2003, que consta de 25 fotos, Llibre (Książka) el 2004, amb 24 imatges que mostren taques de sang en la neu contrastant amb les vistes del cel.[1]

En Aracne (nom d'una teixidora en la mitologia grega) creada per Burska el 2003, hi havia una combinació d'un vídeo i fotos, en què es mostra en moviment un gegant, una temible aranya peluda, al dormitori o tocador d'una dona ben arreglada. En aquesta obra Burska presenta els problemes sobre "passions i pors" i bellesa i lletjor. Es basa en la història d'Atena i Zeus.
La innovadora tècnica de Burska es relaciona amb el "vídeo de metratge trobat" basat en pel·lícules. En aquest gènere, les seues obres reconegudes són Pluja a París (Deszcz w Paryżu) el 2004, que incorpora fragments d'escenes d'amor i erotisme a París de Queen Margot, Marquise, Dangerous Liaisons, Frantic, Henry & June, Poison Pen, Els amants du Pont-Neuf i Night Wind.
Del 2006 al 2008 va fer unes obres sobre el tema Joc amb els espills canviants (Gra z przemieszczającymi się zwierciadłami). En una altra sèrie, creà una història basant-se en escenes de tres pel·lícules: Chinese Box, Lolita i Ferida.

## Exposicions
Burska ha fet exposicions individuals i col·lectives. Algunes en són: 
- Galeria Nacional d'Art Zachęta, Varsòvia
- Galeria d'Art Contemporani Bunkier Sztuki, Cracòvia
- Institut d'Art Wyspa, Gdańsk
- City Gallery Arsenal, Białystok
- Centre d'art Kronika, Bytom
- Galeria Biala, Lublin
- Platan Galerie a Budapest
- Mistecki Arsenal a Kíev
- Galeria PL a Roma

- CAIXA Cultural, Brasília
- Museu Nacional d'Art de Letònia, Riga
- Galerie fur Zeitgenossische Kunst, Leipzig
- Neuer Berliner Kunstverein, Berlín
- Centre Nacional d'Art Contemporani, Moscou
- El Centre d'Art Contemporani, Vílnius
- Sala d'exposicions del Museu d'Art d'Estònia, Tallinn
- Museu de Fotografia de Tessalònica
- Centre Europeu d'Art Contemporani La Centrale Electrique, Brussel·les
- Museu Art Nuoro
- Museu Nacional do Conjunto Cultural da Republica, Brasília